# Indeks wydajności systemu Windows
Indeks wydajności systemu Windows – wbudowany w system operacyjny Microsoft Windows począwszy od Windows Vista system oceniania wydajności komputera, przy czym końcowy wynik jest najniższym wynikiem osiągniętym przez komputer w jednym z testów:
- Procesor (obliczenia na sekundę)
- Pamięć RAM (operacje pamięci na sekundę)
- Grafika (wydajność karty graficznej przy pracy w Windows Aero)
- Grafika w grach (wydajność karty graficznej przy grafice trójwymiarowej)
- Dysk twardy (szybkość zapisu i odczytu danych)

Testy wykazują zdolność komputera do komfortowej pracy z systemem. W każdym z testów oceny udzielane są w skali od 1,0 do:
- 5,9 – Windows Vista
- 7,9 – Windows 7
- 9,9 – Windows 8

Microsoft założył, że skala będzie rozszerzana w miarę postępu technicznego.
Indeks wydajności systemu Windows ma na celu poinformowanie użytkownika, jakie oprogramowanie (w szczególności mowa tu o grach) będzie zdolny uruchomić jego komputer, a także jakie podzespoły powinien zmodyfikować, jeśli komputer nie spełnia wymagań danego programu.
Microsoft zaniechał używania funkcji indeksowania wydajności wraz z aktualizacją Windows 8.1.